# Polyrhachis bubastes
Polyrhachis bubastes är en myrart som beskrevs av Smith 1863. Polyrhachis bubastes ingår i släktet Polyrhachis och familjen myror. Inga underarter finns listade i Catalogue of Life.